# أندي هيغينز (لاعب كرة قدم)
أندي هيغينز (بالإنجليزية: Andy Higgins)‏ (12 فبراير 1960 في المملكة المتحدة - يوليو 2021) هو لاعب كرة قدم بريطاني في مركز الدفاع. لعب مع بورت فايل ونادي تشيسترفيلد ونادي روتشديل ونادي هارتلبول يونايتد ونادي تشستر سيتي ونادي كينغز لين.

## وصلات خارجية
- أندي هيغينز على موقع قاعدة بيانات كرة القدم.إي يو (الإنجليزية)